# Sopot (miasto w Serbii)
Sopot (cyr. Сопот) – miasto w Serbii, w mieście Belgrad, siedziba gminy miejskiej Sopot. W 2011 roku liczyło 1920 mieszkańców.